# Philisca tripunctata
Philisca tripunctata là một loài nhện trong họ Anyphaenidae.
Loài này thuộc chi Philisca. Philisca tripunctata được Hercule Nicolet miêu tả năm 1849.